# Aart van Bennekum
Aart van Bennekum (Giessendam, 19 juni 1909 – Hardinxveld-Giessendam, 15 september 1972) was een Nederlands schilder, beeldhouwer en monumentaal kunstenaar.

## Leven en werk
Van Bennekum werd opgeleid aan de Academie voor Beeldende Kunsten in Rotterdam. Hij was een leerling van onder anderen L.F. Edema van der Tuuk, Aart Glansdorp en Gerard Hoppen. Hij schilderde en tekende onder meer portretten, landschappen en figuurvoorstellingen en maakte een aantal beelden. Naast kunstenaar was Van Bennekum leraar aan de ambachtsschool en had hij een schildersbedrijf. Hij was lid van de Bond van christelijke kunstenaars, waarmee hij ook exposeerde.
Hij overleed in 1972, op 63-jarige leeftijd. Van Bennekum was vader van de beeldhouwer Henk van Bennekum.

## Enkele werken
- jaren 50: moeder en kind, portiekbeeld bij woonhuis aan de Binnendams 68, Hardinxveld
- 1957: uil en roerdomp aan de Bellefleur, Hardinxveld
- 1958: drie gevelreliëfs in keramiek, aan de 'Kerk met de Beelden', Peulenstraat, Hardinxveld. Zij verbeelden Elia, de verloren zoon en de Samaritaanse vrouw.
- 1962: beeldengroep van twee ambachtslieden met een aambeeld voor de LTS, Gorinchem

## Galerij

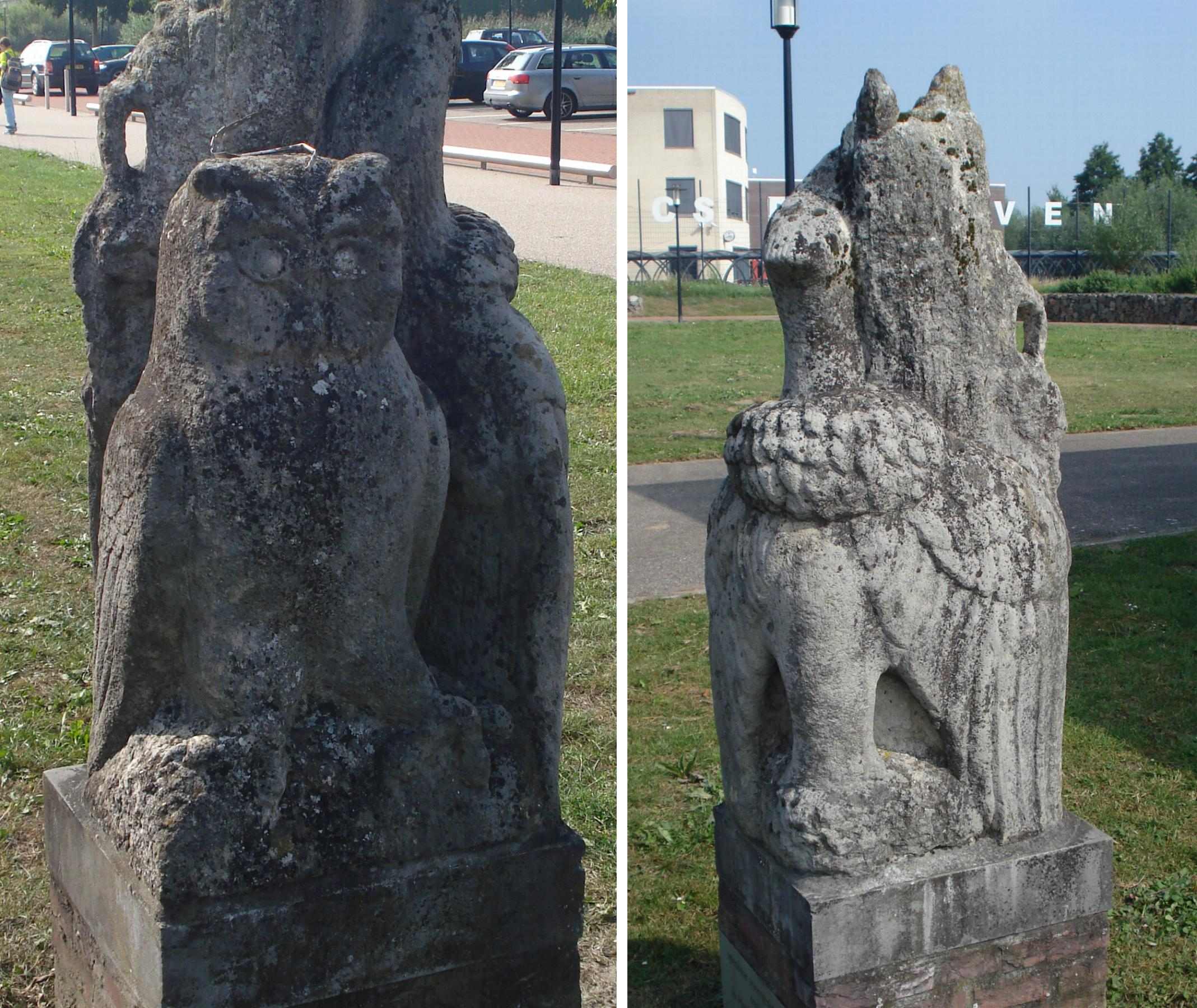
Uil en roerdomp
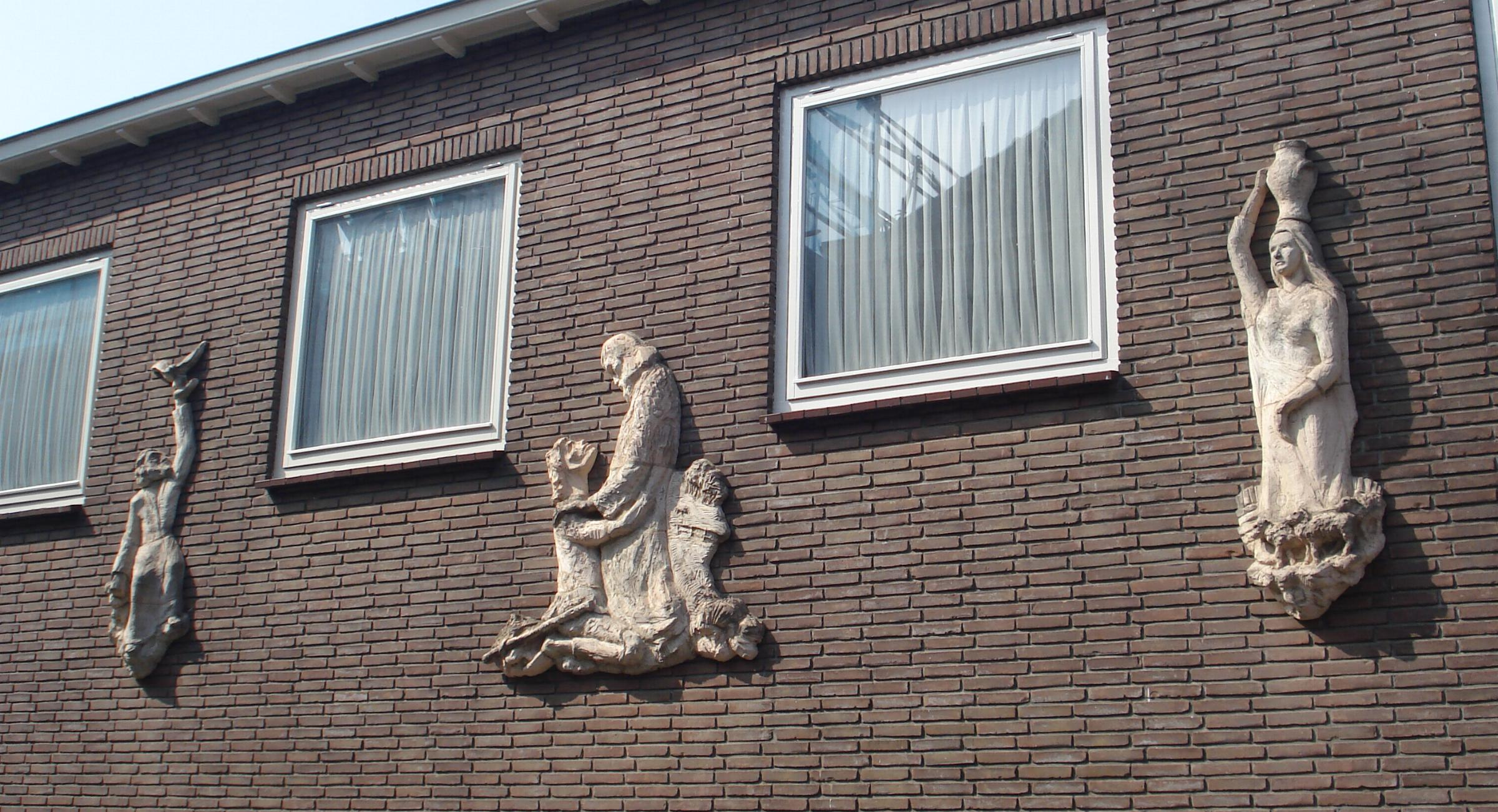
reliëfs Hardinxveld